# Pierre Guichet
Pierre Guichet, né le 21 janvier 1915 à Saint-Hilaire-de-Clisson et mort le 6 octobre 1989 à Brive-la-Gaillarde, est un prélat catholique français.

## Biographie
En 1961, il est nommé vicaire apostolique puis évêque de Tarawa et Nauru et évêque titulaire de Stectorium (de).